# Stjepan Brodarić
Stjepan Brodarić (Herešin oko 1480. – Vácz, 1539.), hrvatski biskup, diplomat i humanistički pisac 
Kasniji diplomat i humanistički pisac, najvjerojatnije je bio rodom iz plemićke obitelji, koja je držala posjed Herešin kraj grada Koprivnice. On je 1498. postao zagrebačkim kanonikom, a 1500. se spominje kao lektor zagrebačkog kaptola. 
Studirao je na sveučilištu Padova od oko 1501. godine do n.n.b,.u.oko 1506., gdje je doktorirao najvjerojatnije iz kanonskog prava. Po povratku sa studija pečuški biskup i kraljevski kancelar J. Szatmár ga je imenovao svojim tajnikom. Godine 1518. je imenovan za kanonika, a ubrzo postaje predstojnik prepozit pečuške crkve. Godine 1521. postaje kraljev tajnik, 1524. ostrogonski kanonik kantor, a još početkom 1526. kraljev kancelar i srijemski biskup.
Kralj Ivan Zapolja ga je 1536. godine, kao svog pristašu, imenovao pečuškim biskupom, a godine 1538. imenovan je vačkim biskupom. Sudjelovao je u više diplomatskih misija, a, između ostaloga, napisao je važno djelo u kojem se opisuje bitka na Mohačkom polju koja se odigrala 1526. godine.